# Anna Rathsman
Anna Rathsman, född Laurin 8 mars 1960, är en svensk civilingenjör och ämbetsman.  Hon var generaldirektör för Rymdstyrelsen 2018–2024.
 
Anna Rathsman är civilingenjör i elektroteknik, med examen från Kungliga Tekniska högskolan i Stockholm 1988. Hon var verksam på Swedish Space Corporation 1987–1999 och 2002–2018, där hon arbetade med flera satellitprojekt och blev informationschef och teknikchef. Hon var projektledare för satelliten Astrid-1 med uppsändning 1995 och var med i teamet bakom satelliten Freja, som sändes upp 1992. 

## Priser
- 2021 – Ulla Teige-diplomet [4]